# Tritium dans l'environnement
Vous pouvez aider à l'améliorer ou bien discuter des problèmes sur sa page de discussion.
- Son texte doit être wikifié : il ne correspond pas à la mise en forme Wikipédia (style, typographie, liens internes, liens entre les wikis, etc.). (Marqué depuis février 2023)
- Les conventions bibliographiques ne sont pas respectées. La bibliographie et les liens externes sont à corriger. (Marqué depuis février 2023)
- Sa typographie ne respecte pas les conventions de Wikipédia. Vous pouvez solliciter de l’aide de l’Atelier typographique. (Marqué depuis février 2023)

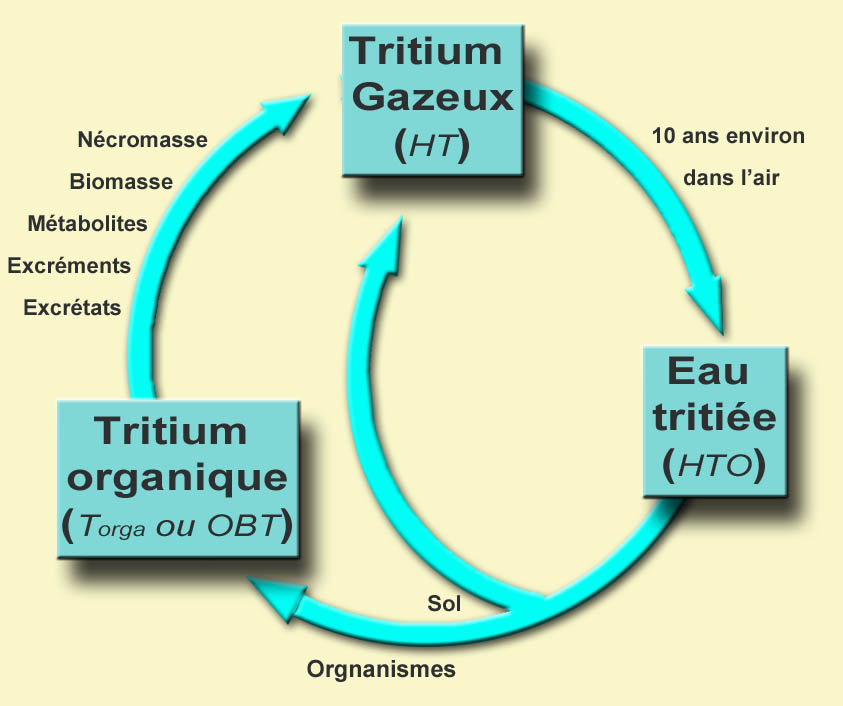
Cycle environnemental du tritium (simplifié). Rem : l’eau tritiée (HTO) est liquide, solide (neige, glace) et gazeuse (vapeur dans l'air où elle peut aussi provenir de l'évaporation d'eau ou de l'évapotranspiration des végétaux). 99 % du tritium disponible dans la biosphère est dans de l'eau. Une infime quantité de méthane tritié (CH3T) existe dans l'air

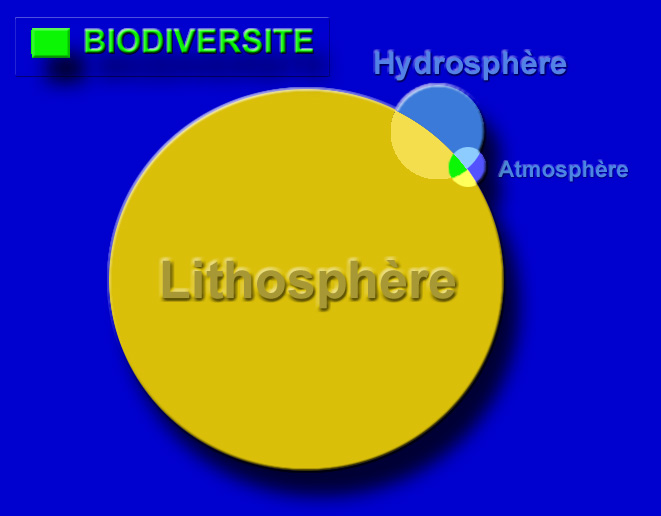
Une infime part du tritium naturel est produit dans la lithosphère et dans l'eau, le reste est produit dans la haute atmosphère, mais rapidement lessivé vers l'hydrosphère. C'est principalement de là que - intégré dans les molécules organiques - il peut « contaminer » le réseau trophique et avoir d'éventuels impacts sur la biodiversité dont sur l'Homme en termes de santé publique. L'importance de ces impacts est encore très discutée. Sa cinétique environnementale dans le système Eau/air/sol et dans les cycles biogéochimiques est encore mal évaluée.

Le tritium est un isotope radioactif de l'hydrogène à période radioactive de 12,32 ans.
Il est naturellement présent à dose infime dans l'environnement (3,6 kg pour la planète entière). Mais il a été introduit en quantité plus importante dans l'air, l'eau, les sols, les organismes et les écosystèmes, principalement par les essais nucléaires atmosphériques (avec un pic en 1961), puis par les installations nucléaires de production d’électricité et les installations impliquées dans le cycle du combustible.
Il n'est pas considéré comme dangereux tant qu'il est à l'extérieur des organismes vivants (la peau morte superficielle suffit à bloquer son rayonnement, qui ne parcourt pas plus de 1 µm en moyenne dans l'eau) ou tant qu'il y circule avec l'eau libre. Mais comprendre la manière dont il circule dans l'environnement et le réseau trophique est un enjeu d'évaluation environnementale et de santé car « Le tritium peut poser un risque pour la santé s’il est ingéré par la consommation d’eau ou de nourriture, ou s’il est inhalé ou absorbé par la peau » en particulier s'il est intégré dans certaines molécules organiques, dont l'ADN des chromosomes.
Dans le monde avec notamment l’Agence internationale de l'énergie atomique,,,, des scientifiques cherchent à mieux comprendre la cinétique environnementale du tritium. En France l'ASN a mis en place un groupe de travail sur ce thème (en 2008), et a publié un premier rapport sur le tritium dans l'environnement, puis un second rapport en 2017. Selon l'IRSN « une construction de nouveaux réacteurs ou l’évolution des modes de gestion des combustibles nucléaires sont susceptibles de conduire à une augmentation des rejets de tritium ».

## Formes physico-chimiques du tritium
Dans l'environnement il est présent sous plusieurs formes (naturelles ou anthropiques) de HT ou HTO, et:
- dans des molécules organiques dissoutes dite « marquées » (molécules de synthèse tritiées) ;
- particules organiques (détritiques ou fraîches) ;
- particules fines ou nanoparticules d’origine technogénique (origine artificielle) ;
- molécules déjà intégrées dans des organismes vivants (fixes ou mobiles) ;

Chacune de ces formes circule par des voies et avec des taux de transfert et d’assimilation potentiellement différents.

## Le tritium naturel
En 1951 Gross & al. ont estimé que dans l'environnement terrestre, le tritium (3H) était spontanément produit (essentiellement dans la haute atmosphère) par spallation des atomes d’azote 14 (ainsi que d'oxygène et d'argon) par les rayons cosmiques. Il ne représente selon eux que 10−16 % de l’hydrogène naturellement présent. Ils ont proposé comme unité de mesure une « unité de tritium » (u.t.) équivalente à une concentration d’un atome de tritium pour 1018 atomes d’hydrogène, mais les taux de tritium sont aujourd’hui plutôt décrits en unités d’activité radioactive (Bq par litre d’eau), où un « u.t. » est équivalent à 0,119 Bq/L d'eau pure pour une masse volumique de 1 kg/L.
Sa demi-vie courte (par rapport aux temps géologiques) fait que le tritium naturel est en « quasi-équilibre » entre la production et la désintégration. Il ne peut donc pas significativement s'accumuler dans l'atmosphère.
- Dans l'atmosphère : Au début des années 1960, le taux de tritium dans l’air (rapport T/H) est environ 103 à 104 fois plus élevées que dans les eaux météoriques (pluie, neige...), bien que les quantités d’hydrogène gazeux dans l’air soient 104 fois inférieures à la quantité moyenne de vapeur d'eau[12],[13],[14],[15],[16]. Le tritium de l'air est presque entièrement lessivé par les précipitations.
- Dans l'eau (hydrosphère) : On trouve 90 à 99,78 % du tritium connu, surtout dans les océans (presque 99 %)[12],[17]. Le taux de tritium en milieu naturel « non perturbé » n'a jamais pu être mesuré, puisque les essais nucléaires, les bombes nucléaires d'Hiroshima et Nagasaki, puis l'industrie nucléaire civile ont répandu du tritium sur toute la planète avant qu'on ne commence à le mesurer dans la biosphère. D'après l'AIEA (1967) la modélisation fait estimer à environ 5 u.t. la concentration de tritium naturelle des précipitations ; soit une activité spécifique moyenne d’environ 0,6 Bq/L[18]. Dans les eaux de surface, le tritium naturel serait présent à des taux variant de 0,37 à 1,11 Bq/L[19].

Un stockage-tampon existe en zone polaire (En antarctique, « les pics β et le tritium se produisent respectivement durant l'été antarctique et l'hiver antarctique, montrant les mécanismes d'injection différents. Cette entrée d'hiver et les valeurs élevées de tritium enregistrée au pôle Sud indiquent un transfert de tritium préférentiels sur la zone polaire. Deux mécanismes, la stratosphère-troposphère échange direct et la précipitation des nuages stratosphériques pourraient rendre compte de cette injection »), aujourd'hui perturbé par une fonte accélérée des glaces et neiges de surface, au pôle nord notamment.
L’UNSCEAR a estimé l'activité de l'inventaire global du tritium naturel à environ 1,3 × 1018 Bq (soit 3,6 kg).
- Dans la biosphère, la production naturelle annuelle totale de tritium serait selon le CEA de 150 à 200 grammes, soit une radioactivité de 5,01 × 1016 à 7,4 × 1016 Bq/an. (3 × 1018 Bq, ou de 50 × 1015 et 70 × 1015 Bq selon le CEA[1]).
- Une production tellurique (souterraine) existe, mal quantifiée mais qui semble très faible face à la production aérienne.

## Le tritium anthropique
Il est émis dans l'air, l'eau et les sols par l'humain depuis les années 1940, à des doses dépassant de loin les taux naturels, via deux sources principales : les installations nucléaires (civiles et militaires) et les explosions nucléaires (essais nucléaires atmosphériques notamment).
- Les essais thermonucléaires : de 1945 à 1963, les essais nucléaires des bombes A ou H ont rejeté dans l'atmosphère 1,7 × 1020 Bq de tritium (des premiers essais à 1976) selon l’UNSCEAR (1977)[22] ou environ 650 kg de tritium selon le CEA[1] et dans les années 1995, il devait encore en rester 65 kg[1]. En 2000, environ 90 % du rayonnement émis par ces essais avait disparu du fait de la décroissance radioactive selon l'IRSN[23].
- La production et le maintien en conditions opérationnelles d'armes thermonucléaires émet aussi du tritium, parce que ce tritium doit être produit industriellement. Par exemple, en France, le seul centre de Valduc du CEA, a ainsi déclaré pour la seule année 1999 267 TBq d'activité (un peu moins d'un gramme, soit l'équivalent du rejet d'une trentaine de réacteurs de centrales nucléaires) pour ses rejets gazeux ; sous forme HTO (eau tritiée) pour environ 70 % et sous forme HT (dihydrogène tritié) pour 30 %[24].
- La recherche sur la fusion nucléaire, comme ITER, peut émettre aussi du tritium, parce que ce tritium est nécessaire pour atteindre une fusion nucléaire, et qu'il doit être produit industriellement d'une manière ou d'une autre.
- Les installations nucléaires : le rejet de tritium varie selon la puissance du réacteur, son combustible, et de son taux de burn-up (taux de « combustion»)[25]. Les réacteurs à eau sous pression en produisent par activation des éléments légers (Bore et Lithium) du circuit primaire.

C'est aussi un produit de fission de la réaction elle-même (0,01 % des fissions). Un réacteur de 900 MWe rejette environ 10 TBq/an (soit 0,03 g/an). Les taux de production par fission sont similaires pour tous les types de réacteurs à neutrons thermiques et sont de l’ordre de 520 TBq GWe−1 an−1 ; le taux de production dans les réacteurs à neutrons rapides est par contre un peu plus important, de l’ordre de 740 TBq GWe−1 an−1, compte tenu des rendements de fission ternaire différents pour les isotopes de l’U et du Pu en spectre de neutrons rapides.
Réacteurs, usines de retraitement et production d'armes avaient de 1950 à 1997 déjà dispersé environ 297 PBq de tritium, auxquels il faut ajouter 2,8 PBq de carbone 14, selon l'évaluation faite par l'UNSCEAR en 2000. Les installations nucléaires en produisaient 0,005 mSv/an selon l’UNSCEAR en 2000. Selon le CEA, de 1995 à 1997, les réacteurs à eau légère en ont rejeté chacun en moyenne 2,4 × 1012 Bq sous forme gazeuse et 1,9 × 1013 Bq sous forme d’eau tritiée par an (UNSCEAR 2000).
L'usine de la Hague en France produirait environ 10 × 1015 Bq de tritium par an (pour 1 600 t de déchets retraités).
Les rejets anthropiques dans l'environnement sont volontaires ou accidentels. Leurs formes et localisation ont beaucoup changé depuis les années 1950.

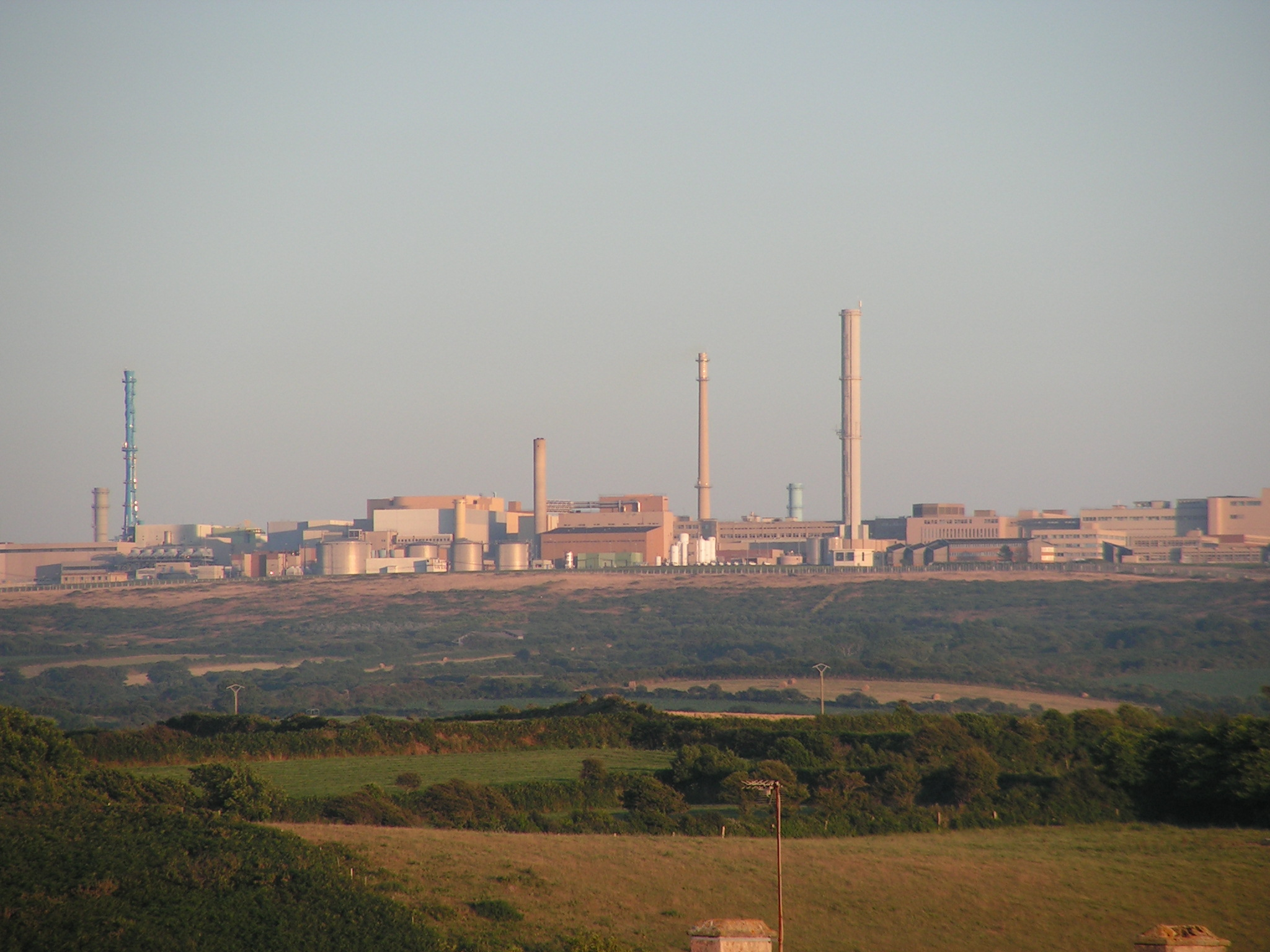
Les hautes cheminées de l'usine de retraitement de la Hague améliorent la dispersion des rejets dans l'atmosphère. Le taux de tritium est néanmoins environ 1000 fois plus élevée dans les lichens autour du site (et 100 fois à 20 km) par rapport au "fond naturel". En 2017, 86 % du tritium trouvé dans l'atmosphère autour de l'usine est sa forme HT. On ne trouve pas de molécule organique tritiée dans le panache d'émission. La Hague est aussi une des sources mondiales les plus importantes de tritium en mer : Malgré la forte tendance du tritium à se diluer dans l'eau, il est évalué à 3 à 30 Bq/l près de l'usine, soit 15 à 150 fois la moyenne,,. Les variations de niveau de HTO dans l'air autour de l'usine semblent dépendre du niveau de cette molécule dans les eaux marines proches.

### Rejets de l'industrie et des installations nucléaires
Depuis l'arrêt des essais nucléaires dans l'atmosphère, le tritium artificiel est principalement rejeté dans l'air et l'eau par les installations nucléaires. Il est — avec le carbone 14 — l'un des deux radionucléides les plus émis dans l’environnement par les installations nucléaires en fonctionnement normal.
Les réacteurs nucléaires et l'industrie nucléaire produisent et libèrent du tritium :
- lors de réactions de fission ;
- par activation du circuit primaire (« poison » consommable au bore pour les PWR, eau lourde des réacteurs CANDU) ;
- par « dégazage » volontaire à partir du combustible « usé », notamment lors du retraitement des déchets nucléaires (principale source) ;
- involontairement, via des fuites dans les centrales, ou à partir de leurs sites de stockages ou d'autres installations. Ces fuites et le risque de nouvelles fuites augmentent avec le vieillissement des centrales[33].

Dans les réacteurs à eau, du tritium (12,32 ans, β- de 0,018 6 MeV) est produit dans l'eau, par activation des éléments légers (bore et lithium) présents dans le circuit primaire. Un réacteur de 900 MWe rejette de l'ordre de 10 TBq/an (soit 0,03 g/an).
Les réacteurs à eau lourde produisent également du tritium par activation du deutérium ; toutefois dans ce dernier cas une partie du tritium produit est valorisé et commercialisé pour divers usages industriels. Grâce aux réacteurs CANDU, le Canada est ainsi le 1er producteur mondial de tritium. Ce tritium valorisé ne peut donc pas être considéré comme un déchet stricto sensu.
Selon leur durée de vie, leur niveau de radioactivité, et qu'ils soient ou non dégazants, les déchets tritiés font l'objet de traitements différents.

### Gestion des rejets, autorisations, évolutions
Sans valorisation économique envisageable, ce déchet radioactif réputé peu dangereux a été en très grande partie libéré dans l'air et l'eau.
Futur combustible des projets de réacteurs ITER, il pourrait acquérir une valeur économique, mais on ne sait pas aujourd'hui à coût raisonnable le filtrer, l'isoler ou le stocker correctement. Cet atome étant actif et parmi les plus petits (sous forme gazeuse), il se diffuse par les porosités les plus fines, traversant par exemple le caoutchouc et diffusant au sein même de la plupart des types d'aciers. Il peut s'évaporer, se diluer dans de l'eau et pénétrer tout béton non protégé par une couche spéciale.
Arguant de sa faible radiotoxicité et de sa dilution isotopique aisée dans l'eau, les gros producteurs de tritium ont demandé (et obtenu de l'Autorité de sûreté nucléaire, du fait que ces rejets conduisent à des expositions inférieures aux limites légales) des normes leur permettant de disperser et de diluer le tritium dans l'environnement.
- Les usines de production de plutonium de la Hague ou de Sellafield ont des limites de rejets leur permettant de rejeter en mer ou dans l'air la quasi-totalité du tritium qu'elles produisent ou doivent gérer.
- Les usines de retraitement de la Hague peuvent rejeter en mer 1 400 fois plus de tritium que ce qui est autorisé pour le réacteur de la centrale nucléaire de Gravelines, également situé en bord de la mer et à proximité de grandes zones de pêche, mais dans une zone plus urbanisée et avec des courants côtiers moins forts.
- L'usine de retraitement de la Hague a depuis 2007 une autorisation de rejet de 18 500 TBq (térabecquerels) par an sous forme liquide, et de 150 TBq par an sous forme gazeuse. Cette usine a déclaré, en 2018, 11 400 TBq de tritium dans ses rejets liquides[35].

L'usine de la Hague est une des sources mondiales les plus importantes de tritium en mer : malgré la forte capacité de dilution du tritium dans l'eau, il est évalué à 3 à 30 Bq/l près de l'usine, soit 15 à 150 fois plus que la moyenne,, ;
- Au Royaume-Uni, en 1997, les rejets gazeux de tritium de l'usine de Sellafield (GB) ont été de 170 TBq et les rejets liquides de 2 600 TBq (BNFL, 1997[36]). Une autre usine en a rejeté aussi des quantités importantes dans la rivière Severn.
- En France, selon l'Autorité de sûreté nucléaire (ASN), les « activités » des rejets d'autres radionucléides ont diminué d’un facteur 100 (voire plus) des années 1985 aux années 2005-2010, mais « les activités en tritium et en carbone 14 restent globalement constantes, voire augmentent pour certaines installations »[37]. Cela étant, « l’impact global de ses rejets, en France, est faible ; la dose efficace annuelle pour les groupes de référence est inférieure au ou de l’ordre du μSv. »[38].

### Sources non militaires et non nucléaires de tritium
Il s'agit :
- d'usages médicaux (traceur utilisé pour certains diagnostics, éliminé par les urines essentiellement) ;
- d'un usage de traceur par les industries pétrolière et gazières ;
- de la destruction volontaire ou accidentelle de matériels civils ou militaires non nucléaires contenant du tritium.

Ce tritium peut, par exemple, provenir d'armes (systèmes de visée), d'anciennes peintures luminescentes d'horlogerie (là où le tritium a remplacé le radium 226, à partir des années 1960), de matériel d'affichage lumineux de sécurité, de tritium médical ou perdu par des laboratoires de recherche, du tritium parfois utilisé comme traceur par l'exploration pétrogazière ou pour certaines études d'hydrogéologie/hydrologie,, et — bien que cela soit réglementé dans certains pays (comme aux États-Unis avec la nécessité d'une autorisation de l'US EPA ou en France) — de capsules de tritium gazeux utilisées dans certaines montres ou gadgets (dits « trasers »), qui font l'objet d'un commerce illégal (et éventuellement dangereux si les quantités impliquées sont importantes). À titre d'exemple, du tritium provenant probablement d'objets de ce type a été retrouvé dans les lixiviats de certaines décharges municipales, et est donc probablement présent dans les fumées ou cendres d'incinérateurs. En Californie des taux moyens de 3 663 Bq/L et jusqu'à 11 248 Bq/L ont été trouvés dans de tels lixiviats. Ce tritium peut aussi recontaminer l'air, via les condensats de gaz de décharge où l'on a trouvé, par exemple, du tritum à dose de 2 013 Bq/L au Royaume-Uni et 18 981 Bq/L en Californie. Ces niveaux de contamination peuvent atteindre ou dépasser le niveau admissible pour de l'eau potable (de l'ordre de 10 000 Bq/l, voir eau tritiée).

### Marquages et pollutions au tritium
Le tritium est probablement la matière radioactive la plus difficile à confiner : ainsi, en 2011, 48 de 65 sites nucléaires américains étudiés au regard de la réglementation nucléaire des États-Unis avaient déclaré au moins une fuite de tritium. Et dans au moins 37 de ces établissements, les concentrations d'eau polluée par le tritium dépassaient les normes fédérales pour l'eau potable, parfois de plusieurs centaines de fois.
La plupart de ces fuites ont été confinées aux périmètres de l'usine (via des pompages et retraitement in situ notamment), mais leur panache a contaminé l'environnement périphérique dans plusieurs cas (sans toutefois toucher le réseau public de distribution d'eau). Des puits privés étaient touchés à proximité dans trois cas. Dans un autre cas (New Jersey), le tritium a fui dans un aquifère et vers l'Atlantique via un canal de décharge se jetant dans la baie de Barnegat (Barnegat Bay).
Dans quelques cas les fuites ont eu lieu à cause de matériel déficient ou à la suite d'erreurs de manipulation (par exemple, libération en 2008 d'une eau à 7,5 millions de picocuries par litre soit 375 fois la limite de l'EPA) à partir d'une tuyauterie souterraine à Quad Cities, dans l'Ouest de l'Illinois), mais le plus souvent il s'agissait de fuites dans des tuyaux souterrains voire noyés dans le béton (qui n'est pas étanche au tritium).
Certaines fuites sont restées inconnues durant des années. Une des fuites les plus graves connues date de 2002, détectée près d'une piscine de désactivation de combustible usagé de la centrale nucléaire de Salem (construite sur une île artificielle dans le New Jersey), la nappe était localement contaminée à hauteur 15 millions de picocuries par litre (soit 750 fois la norme EPA pour l'eau potable). Dans la Centrale nucléaire de Prairie Island, une fuite importante a été détectée en 1989 via l'analyse de l'eau du puits d'un terrain voisin ; elle provenait d'un canal de décharge de déchets radioactifs. La Centrale nucléaire de Braidwood a perdu plus de 23 000 m3 d'eau tritiée, à l'occasion de plusieurs fuites datant des années 1990, mais qui n'ont été déclarées qu'en 2005.
Les représentants du CNRC et des exploitants soutiennent que les marges de sécurité peuvent être assouplies sans péril, mais des critiques estiment que ces fuites jettent un doute sur la fiabilité des systèmes de sécurité d'urgence des 104 réacteurs nucléaires situés sur ces 65 sites, et qu'un déficit de contrôle a été justifié par des arguments commerciaux et que plusieurs de ces fuites pourraient être des indices de risque d'accidents pour les réacteurs qui perdent ainsi de l'eau tritiée. Le tritium peut aussi devancer l'arrivée d'autres isotopes plus lourds et moins mobiles, mais plus dangereux (ex. : en 2007 du césium 137 a été trouvé associé au tritium sous le site nucléaire de Fort Calhoun (près d'Omaha, Nebraska). De même du strontium 90 (puis du nickel 63) avaient été trouvés avec le tritium en 2005 sous un complexe nucléaire (Indian Point nuclear power complex) qui abrite 2 réacteurs, à 25 miles au nord de New-York.

## Aspects historiques

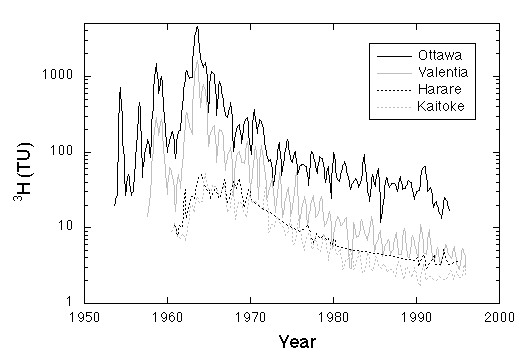
Tritium atmosphérique selon l'AIEA. Sa concentration croît jusqu'en 1965 (pic des années 1960 dû aux essais nucléaires les plus puissants qui se sont succédé avec une radioactivité émise dans l'air bien plus importante que lors de la catastrophe de Tchernobyl environ deux décennies plus tard. Puis la décroissance radioactive explique une diminution

Il y aurait environ 3,5 kg de tritium naturel à l’échelle planétaire. Au fur et à mesure de la décroissance radioactive de ce stock, il est renouvelé par l'apparition (dans l'atmosphère essentiellement) de 200 grammes environ de tritium natif, en moyenne et par an).
S'y ajoutent aujourd'hui des apports artificiels émis durant plus de 50 ans, introduits dans la biosphère à partir des années 1940-1950. Ces apports historiquement très récents sont importants, mais mal mesurés (des mesures historiques plus précises nécessiteraient de rechercher l’hélium 3 — son produit de dégradation radioactive —, ce qui ne semble pas avoir été fait).
Alors que les quantités de tritium augmentaient fortement dans l'air, diverses autorités se sont intéressées à son devenir dans la biosphère (à partir des années 1950 et plus encore après les années 1960) à la suite de sa très large diffusion par les premières explosions nucléaires et par les essais nucléaires (de 1945 à 1980). Les premiers essais atmosphériques l'ont introduit directement dans l'atmosphère : au début des années 1960, on a trouvé durant plusieurs années jusqu'à 1000 fois plus de tritium que la normale dans les précipitations de l'hémisphère nord, à la suite des dizaines d'essais nucléaires faits dans l'atmosphère (avec un pic très marqué au début des années 1960 dans les un à deux ans suivant les pics d'essais),. Ce tritium a en grande partie été lessivé par les pluies vers les océans. Comme d'autres radionucléides anthropiques, il s'y est largement homogénéisé (les teneurs en 3H, 14C, 90Sr et 129I des eaux de surface de l'océan Indien sont aujourd’hui comparables à celles mesurées au nord-ouest de l'océan Pacifique), mais certains gyres en ont conservé des concentrations plus élevées qui devraient persister plusieurs décennies.
« Depuis 1963, puis avec l'arrêt des essais nucléaires, les valeurs extrêmes temporaires de la concentration de tritium ont diminué ». Elles se sont stabilisées aux valeurs jugées naturelles en hiver, mais persistent « à des valeurs qui sont à peu près le double des concentrations naturelles en été ».
Ces différences saisonnières montraient qu'il existe un cycle annuel (bi-annuel aux pôles) et laissaient penser que l'évapotranspiration, liée à la photosynthèse, est source importante ou significative de ré-émission dans l'air. Les rôles de la météo et de l'évapotranspiration ont été confirmés, par exemple, par des études récentes aux États-Unis et en Australie pour le cas des arbres,. L'une de ces études récentes (2011) a ainsi mis en évidence une activité atteignant 390 000 Bq/l pour le tritium (pour une valeur médiane de 5 400 Bq/l) dans le « panache » souterrain de lixiviation d'une décharge ayant reçu des déchets faiblement radioactifs de 1960 à 1968 (près de l'installation de Lucas Heights, au sud de Sydney, en Australie). Sous ce site, le tritium a été le seul radionucléide retrouvé dans le sous-sol et l'eau. Il s'en échappait en quantité assez significative pour dépasser le niveau de fond mesuré autour de l'installation. Depuis 1968, le panache d'eau tritiée a migré de la décharge à au moins 100 m de la zone source, avec des variations temporelles expliquées par des variations météorologiques (périodes plus ou moins sèches ou humides).
Les enjeux évoluent, passant (hormis en cas d'accidents graves) de la prise en compte de phénomènes de diffusion globale et ponctuelles dans l'environnement, via l'atmosphère (dans les années 1950-1960), à la prise en compte et gestion de phénomènes de diffusion chronique à partir de sources plus localisées et plus nombreuses, et peut être demain liée à la fusion nucléaire. Un nouvel enjeu est aussi celui de la gestion du tritium issu des déchets radioactifs qui s'accumulent dans le monde et vont croître avec le démantèlement des anciennes centrales nucléaires et d'autres installations nucléaires (réacteurs de puissance, réacteurs militaires ou expérimentaux, usines de traitement de combustibles irradiés, bateaux à propulsion nucléaire, etc.). De plus selon l'ASN « Des modifications de certains modes de gestion du combustible des réacteurs actuels, la mise en exploitation de nouveaux réacteurs (notamment l'EPR) ainsi que celle, à moyen terme, de l’installation de fusion ITER devraient conduire, dans les années qui viennent, à une augmentation des rejets de tritium ».
En France, selon l'ASN, « pour ce qui concerne le milieu marin, le tritium n’est, en l’état des techniques de mesure utilisées aujourd’hui, quantifiable qu’en Manche orientale ».
Au début du XXIe siècle, les modélisations du cycle environnemental et de la cinétique environnementale du tritium sont encore très imparfaites, dans tous les compartiments de l'environnement.
Une petite partie des écarts entre les modélisations et les mesures in situ pourraient venir de mauvaises mesures (on observe des écarts de résultats entre les échantillonneurs d’air passifs et actifs), mais pour des raisons encore incomprises, les modèles surestiment ou sous-estiment souvent les concentrations réelles de tritium dans l'environnement.

## Suivi du tritium dans l'environnement

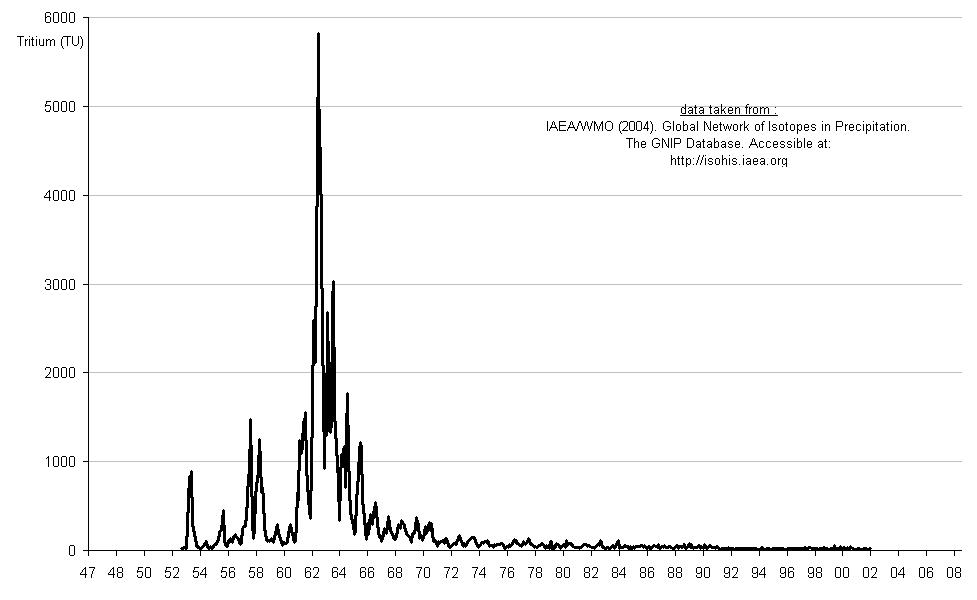
Variation des doses de tritium mesurées dans les précipitations échantillonnées à Ottawa des années 1950 à 2000, avec impact marqué des essais nucléaires atmosphériques (qui ont été les plus nombreux et puissants au tout début des années 1960.

### Métrologie du tritium
Le tritium est difficile à confiner et à mesurer, notamment parce qu'il n'existe pas de matériau de référence (MR) permettant de caler et vérifier les appareils de mesure ou d'assurer la comparabilité interlaboratoires ou interétude des mesures.
Des contaminations involontaires d'échantillons (animaux, végétaux, fongiques ou bactériens) par l'air ou les sols sont fréquents (notamment lors des opérations de collecte, conditionnement, stockage, déshydratation/réhydratation et métrologie...) et elles peuvent induire des biais, surtout lors de mesure du TOL (tritium organiquement lié), notamment quand les laboratoires ne lyophilisent pas les échantillons ou utilisent un oxydiser.
Savoir correctement échantillonner et mesurer les transferts environnementaux du tritium était un préalable qui n'était pas acquis en l'an 2000. Ses formes organiques dissoutes et de nanoparticules tritiées « échappent probablement partiellement à la mesure par scintillation liquide en raison des étapes de distillation des échantillons d’eau nécessaires à la quantification du tritium sous sa forme HTO ».
De 2000 à 2017, des progrès ont été faits dont des échanges internationaux de bonnes pratiques et en France avec la préparation d'un norme AFNOR XP NF M60-824 « Méthode d’essai pour l’analyse du tritium de l’eau libre et du tritium organiquement lié dans les matrices environnementales») et la création d'une expertise et d'un petit réseau de laboratoires compétents permettant des exercices d’intercomparaison et de mesurer au sein de plusieurs « matrices environnementales » de très faibles valeurs de rayonnement pour le tritium (bruit de fond). Grâce notamment à la méthode de l'enrichissement électrolytique de l’eau, et à la méthode de recroissance de l’hélium-3 qui offre (en 2017) un seuil de détection de 0,060 ± 0,005 Bq/L, des analyses de concentration en tritium libre (HTO) qui prenaient cinq mois en laboratoire n'en prennent plus que quelques jours à quelques semaines tout en donnant des résultats plus précis que via la méthode de scintillation liquide « grand volume » ALOKA (seuil de 0,15 Bq/L) et de la méthode de scintillation liquide classique (seuil : 0,65 Bq/L). Ces nouvelles méthodes impliquent un risque d’explosion en cas de mauvaise maitrise des flux de dihydrogène et de dioxygène générés lors de l'hydrolyse catalytique de l'eau.
Dans le même temps, si les analyses de tritium dans les échantillons solides les marges d'incertitudes se sont globalement réduites à moins de 10 %, elles restent très élevées pour la mesure du TOL (où elles atteignent encore 100 % dans la moitié des analyses des sédiments en raison de la présence d'hélium-4 géogénique qui perturbe la mesure). Les seuils de détection ont été fortement abaissés pour atteindre 0,05 Bq/L. En France en 2017 l'IRSN était le seul organismes à disposer d'une chaîne d’analyse du tritium par recroissance de l’hélium-3.
Enfin, il reste difficile de quantifier précisément l'hydrogène (% H) dans les sédiments peu riches en matière organique, or ceci est nécessaire pour correctement convertir les Bq/kg sec en Bq/L d'eau de combustion et pour mesurer le bruit de fond en TOL.
L'INRS (2017) invite aussi à étudier « le devenir des formes organiques tritiées dissoutes et des nanoparticules tritiées, potentiellement présentes dans les échantillons d’eau, lors des étapes de distillation recommandées pour la quantification du tritium sous sa forme HTO ».
Les mesures doivent pouvoir être comparés au bruit de fond ou à des valeurs de référence (en Bq/L par matrices ou composantes spécifiques telles que sols, plantes pérennes, bois, alques, fruits de mer, poissons, viandes & gibier, champignons...). Ces mesures sont disponibles pour le milieu aquatique continental (mais pas pour le TOL qui est un paramètre essentiel), et pas encore pour les milieux terrestres (en 2017)

### État des connaissances
Au début du XXIe siècle, plusieurs travaux scientifiques internationaux ont pointé des incertitudes persistantes sur la quantification des transferts du tritium au vivant voire sur l’existence d'une bioaccumulation du tritium.
En 2005 et 2007, deux agences anglaises respectivement chargées de l'environnement et de la santé publient deux rapports, s'inquiétant de taux élevés de formes organiques de tritium retrouvées en baie de Cardiff chez plusieurs organismes marins consommés par l'Homme (poissons plats, crustacés, mollusques) ; Le tritium libre (HTO), organiquement lié (TOL) était de 1000 à 10 000 fois plus présent. (Ce lieu est situé en aval de rejets par l'industrie pharmaceutique de molécules organiques marquées au tritium).
Des observations similaires sont faites au large de l'usine de Sellafield avec du tritium libre (HTO) et organiquement lié (TOL) 10 fois plus présent (avec un effet retard de 1 à 2 ans entre les valeurs maximales de rejets et les valeurs maximales de tritium dans les mollusques et les poissons plats), deux observations pouvant faire penser à un phénomène de bioaccumulation.
En 2010 en France à la suite de ces rapports, un livre blanc de l'Autorité de sûreté nucléaire (ASN) invite à développer la recherche sur ce sujet. Il s'ensuit une première mise à jour des connaissances sur l'évaluation quantitative tritium dans l'environnement, faite par l’IRSN (2017) qui conclut que la cinétique environnementale du tritium reste mal comprise.
Un modèle de transfert dit TOCATTA-χ (Transfer Of Carbon And Tritium in Terrestrial and Aquatic environments) est produit par l’IRSN et intégré à la plateforme SYMBIOSE (simulation du transfert de radionucléides dans les écosystèmes et estimation de l'impact dosimétrique pour l'humain).
Il s'agit notamment d'évaluer les effets de la diffusion de tritium dans l’eau libre (TFWT ou Tissue-Free-Water Tritium) et vers la matière organique (OBT ou Organically-Bound Tritium) végétale. Ce modèle était encore à valider en 2017 et il devrait l'être dans le cadre du projet VATO,, conduit par l’IRSN avec l'aide d'EDF toujours pour mieux suivre les transferts du tritium dans la chaîne alimentaire humaine. VATO va quantifier et évaluer (de 2013 à 2016) les transferts de tritium sous forme HT et HTO au sein d’un écosystème prairial situé sous le vent dominant de l’usine de retraitement de la Hague. Le milieu prairial a été considéré sur un pas de temps horaire et de manière simplifiée comme associant 3 compartiments (atmosphère, sol et herbe) ; il a été choisi car exemple d'interface entre milieux naturels et production alimentaire (herbe/lait/viande). Ce travail a montré que sur ce site (près de l'usine) la forme HT prédomine sur la forme HTO.
La détection dans les gaz du sol d'isotopes de l'hélium (3He et 4He) témoigne de la présence actuelle ou récente de tritium dans le sol. C'est un des moyens de mesurer l'étendue d'une contamination souterraine par le tritium à proximité d'un site de décharge de déchets radioactifs solides ou d'entreposage d'armes nucléaires.
Le tritium d'origine nucléaire a lui-même servi de « radiotraceur » par exemple dans les glaces polaires, les océans, ou pour mesurer la vitesse des masses d'air et des transferts entre hémisphère nord et sud (les retombées de tritium des bombes atomiques au pôle sud se font environ deux ans après l'explosion quand elle a lieu dans l'hémisphère nord, et environ un an après si l'explosion a eu lieu dans l'hémisphère sud avec les essais nucléaires français en Polynésie). Le tritium a aussi servi à tester in situ l'étanchéité de matériaux de centres expérimentaux de stockage de déchets radioactifs, ou encore à mesurer la vitesse d'infiltration ou de circulation de l'eau dans les nappes du désert.
On peut aussi, sur les mêmes bases, tracer le tritium émis dans l'environnement par les installations nucléaires, accidentellement ou dans leur fonctionnement normal ; L'IRSN étudie en France l’activité du tritium dans l’air et l’eau de pluie (sur le territoire national). Les niveaux habituellement observés dans l’environnement naturel, à l’écart de toute source d’émission de tritium, sont de 0,01 à 0,05 Bq/m3 dans l’air et de 1 à 4 Bq/l dans l'eau de pluie.
Le tritium de l'eau tritiée (HTO) diffusée dans l'atmosphère peut être directement incorporé dans la végétation par diffusion foliaire et/ou absorption racinaire. À travers la photosynthèse puis éventuellement via la décomposition par des bactéries et champignons il est alors intégré dans la matière organique de la chaine alimentaire ou du sol.
Si le rejet s'est effectué sous forme d’hydrogène tritié (HT), le tritium pour être métabolisé doit d'abord être oxydé (par des microorganismes du sols en général) qui vont l'introduire dans une molécule HTO, laquelle pourra être absorbée par des racines ou être introduite dans les eaux de cours d'eau, lacs et mers et être intégrée dans des algues ou transférée à des végétaux plus élaborés, via les racines.
Le tritium est, dans une certaine mesure, absorbé par le sol vivant (microorganismes) et/ou s'adsober sur certaines particules du sol ou dans certaines matrices géopédologiques poreuses, avec des échanges entre phases solides et liquides. Ce tritium présent dans le sol ou la nappe peut ensuite percoler dans le sol et pour partie passer dans les microorganismes, les champignons, les végétaux (dont les arbres) ou les animaux, ou enfin être directement évapotranspiré dans l'air par les végétaux (ou moindrement par la respiration animale).
Par exemple, aux États-Unis, l'analyse du tritium de la sève et des feuilles d'érables et chênes d'une forêt naturelle poussant sur une colline supportant un centre de stockage de déchets faiblement radioactifs a permis de repérer un flux souterrain d'eau tritiée qui n'avait pas été détectée par le système de surveillance des eaux seul ; Dans ce cas, « des taux élevées de 3H ont été détectés dans l'eau extraite des feuilles de plusieurs arbres situés à 50 m en aval de la limite ouest de la zone d'exclusion clôturée », révélant un panache souterrain d'eau tritiée.
Une autre étude basée sur un échantillonnage (sur 21 mois, à la fin des années 2000, en Australie) du tritium évapotranspiré par des arbres poussant à proximité d'un centre d'enfouissement de déchets faiblement radioactifs a montré d'une part qu'on pouvait par ce moyen détecter la présence souterraine de tritium dans l'environnement racinaire et d'autre part même suivre la circulation d'un panache d'eau souterraine contaminée par du tritium. Dans ce cas la radioactivité de la vapeur d'eau produite par les arbres a atteint des niveaux de 700 Bq/l (jusqu'à 70 à 700 fois plus que la radioactivité du niveau de fond local qui variait de 0 à 10 Bq/L pour le tritium, mais bien moins que la radioactivité des eaux souterraines du site, qui allait de 0 à 91 %, mais avec une médiane de 2 % de cette radioactivité). Dans cet exemple, les arbres poussant à quelques dizaines de mètres de la source souterraine de tritium, n'en évaporaient presque plus (mais cette source souterraine de tritium restait néanmoins bien plus influente dans le rejet biogénique des arbres que les retombées induites par un réacteur de recherche situé à 1,6 km au sud du site qui contribuait pourtant significativement [p <0,01] aux retombées locales de tritium dans la pluie).
D'importantes variations temporelles pouvaient être expliquées par l'accès de tout ou partie du volume racinaire à l'eau tritiée et par le fait que les teneurs en tritium de la nappe accessible aux racines variaient selon la pluviométrie et l'infiltration. « En outre, l'eau absorbée par les racines n'était pas bien mélangés dans les arbres ». Le facteur « infiltration » semble avoir été dans ce cas le plus prédictif.
Le tritium qui n'est pas évaporé ou évapotranspiré peut être plus ou moins provisoirement fixé dans le végétal, et éventuellement pour partie présent dans les spores, le pollen, les fruits, les propagules ou les feuilles mortes qui s'en détachent.
Quand la source de tritium est à la fois pédologique (sol) et atmosphérique (dans la vapeur d'eau de l'air), l'humidité relative est un facteur qui contrôle l'absorption de tritium par les plantes. Dans les années 1980, de premiers modèles (très simplifiés) cherchent à prévoir les transferts de tritium à partir de l'eau tritiée de l'air vers la végétation et le sol ; Ils considèrent que l'eau « libre » (c'est-à-dire non piégée dans les protéines et la matière organique vivante ou morte) qui circule dans les feuilles des plantes (dont arbres) et dans les substrats absorbant de l'eau (litières de feuilles et sol superficiel) constitue un réservoir indicateur dont l'activité spécifique pour le tritium est réputée proche de celle de l'atmosphère. In situ, le comportement et la cinétique du tritium dans la végétation s'avère être « très différente de celui de la plupart des autres radionucléides ». Un élément important car contrôlant à la fois l'absorption et la perte de HTO semble être le flux de vapeur d'eau passant au travers des stomates, ce qui implique que la modélisation des processus de la canopée est d'une importance majeure dans ce contexte, notamment pour le développement de modèles de type « SVAT » (Soil Vegetation Atmosphere Transfer / Sol → plantes → atmosphère). Les modèles doivent aussi chercher à intégrer les effets de certains dépôts sur les surfaces végétales (condensation en rosée ou givre absorbée par les mousses, lichens ou biofilms, feuilles et autres épiphytes par exemple), avec alors divers paramètres pouvant être pris en compte : vitesse de dépôt et vitesse d'échange, résistance stomatique et résistance de la couche limite.
À leur tour, les animaux qui mangent des végétaux et champignons contaminés peuvent bioaccumuler du tritium. Ainsi sur le Savannah River Site (l'un des lieux de production du tritium américain, en Géorgie), des feuillus et des pins ont été plantés et irrigués avec de l'eau tritiée pour limiter la contamination par le tritium d'un affluent de la proche Savannah River. Les arbres évapotranspirent efficacement vers l'atmosphère une partie du tritium, mais une autre partie est intégrée dans l'écosystème « forestier » : Les rongeurs piégés dans ce boisement contenaient en effet 34,86 Bq/mL, soit environ 1740 fois plus de radioactivité que les rongeurs échantillonnés sur un site-témoin proche (0,02 Bq/mL). Au début des années 2000, la teneur totale en tritium du corps des rongeurs capturés sur le site irrigué était positivement corrélée avec l'application du tritium et négativement corrélée avec les précipitations sur le site, ce qui laisse supposer qu'après les pluies du tritium est néanmoins emporté vers le fleuve ou la nappe d'accompagnement, et d'autre part que les périodes plus fréquentes de fortes sécheresses prévues par le GIEC pourraient aggraver certains épisodes de contamination. Les études disponibles pour ce site ne précisent pas s'il y a concentration dans le réseau trophique via la prédation.
En France, dans l'environnement physique (eau, air, sol, roches) des sites proches d'installations nucléaires autorisées à rejeter du tritium dans l’atmosphère, les niveaux rencontrés se situent selon l'IRSN entre 0,5 et quelques Bq/m3 dans l'air, et de quelques Bq/L à quelques dizaines de Bq/L dans l'eau ; ponctuellement jusqu’à quelques centaines de Bq/L autour de certains sites.
Toujours selon l'IRSN, le tritium absorbé ou adsorbé dans les végétaux ou sur les végétaux varie de quelques dizaines à quelques centaines de Bq/kg de végétal frais.
Même dans le cas d'une exposition chronique, on ne parle pas de pollution pour ces valeurs, qui restent très inférieures aux limites fixées pour la santé publique à la « valeur-guide » de 10 000 Bq/L recommandée par l'OMS pour le tritium dans l’eau de boisson en cas de consommation permanente de l’eau (730 L/an pour un adulte) ; et à la limite indicative de 10 000 Bq/kg pour le tritium lié à la matière organique dans les denrées alimentaires fixée par le Codex Alimentarius (2006), provoquée par une teneur moyenne de l'ordre de 100 Bq/m3 dans l'air.

### Tritium dans les eaux marines et de surface
L’eau tritiée océanique est le principal "réservoir" de tritium dans l'environnement. Le tritium y est en partie intégrée dans les organismes marins (ex : une méduse contient 97 % d'eau) et ce tritium circule (via le métabolisme animal, la photosynthèse, les relations prédateur-proies, etc.).
Sous sa forme TOL (organiquement liée, ou OBT), le tritium peut persister un certain temps dans les écosystème et le réseau trophique, aquatiques notamment.
En mer des valeurs de référence sont en 2017 disponibles pour le HTO.
Elles manquent encore pour le TOL des sédiments ou des organismes marins vivants (dont en Manche et dans l’océan Atlantique ; même les gammes de variation sont encore inconnues).
En Méditerranée, des données commencent à valoir "valeurs de référence" pour le HTO (ainsi a-t-on montré qu'en surface et près des côtes [hors de l'influence directe des rejets du Rhône] les taux de HTO sont jusqu'à cinq fois plus hauts qu'au large. Ce phénomène est plus marqué au débouché des fleuves côtiers et au large des villes littorales. Le TOL des poissons, crustacés et moules est aussi plus élevé dans cette zone qu'au au large, mais en restant proche des valeurs de référence établies pour le milieu côtier. Les sources et puits de tritium ne sont pas encore clairement compris notamment faute d'études des formes de tritium associé aux molécules organiques dissoutes (naturelle ou artificielle), mais on sait que les molécules organiques dissoutes synthétique contenant du tritium jouent un rôle important dans le transfert de cet isotope aux organismes vivants. En 2017, il reste aussi à étudier le rôle et la cinétique des nanoparticule (ex. : nanopoussières bérylliées) et des substances colloïdales naturelles et de synthèse potentiellement tritiées, dont certaines sont attendues en sortie de certaines installations (ex. : ITER) mais qui n'ont pas encore fait l'objet de suivis.

#### Dans l'eau potable
L'eau tritiée a été estimée être la première source de risque d'exposition humaine au tritium. C’est pourquoi des traces de tritium sont recherchées dans l’eau potable.
La période biologique par ingestion d'eau tritiée est estimée à dix jours pour un adulte moyen.
En France, le tritium est suivi comme l'un des indicateurs de radioactivité : si sa concentration dans l'eau dépasse le niveau de référence de 100 Bq/l, il est procédé à la recherche de la présence éventuelle de radionucléides artificiels. Ce niveau n'est donc qu'une « référence de qualité » : le dépassement de cette valeur ne signifie pas à lui seul que l’eau est non potable.
Les recommandations de l'OMS sur les critères de potabilité de l’eau de boisson sont que la dose reçue du fait de la présence d’un radionucléide dans l’eau de boisson ne dépasse pas 0,1 mSv/an. Cette dose correspond chez l’adulte à la consommation quotidienne de deux litres d’eau tritiée à hauteur de 10 000 Bq/l (valeur guide de l’OMS pour ce radioélément).
L'eau fortement contaminée au tritium peut avoir une activité supérieure au kilobecquerel par litre (kBq/l). Une telle eau n'est pas jugée très toxique, mais est réputée « non potable ». Sous cette valeur, il est incorrect de parler de « pollution » ou de « contamination » pour une eau qui reste potable sans restriction de quantité ni de durée. On parlera plus correctement de « marquage au tritium » d'une eau, quand des traces de tritium peuvent y être mesurées sans incidence sur la potabilité (de 1 à 1 000 Bq/l). Divers experts et agences[Lesquels ?] ont dans les années 2000 suggéré que la dangerosité du tritium pourrait avoir été sous-estimée.
Le tritium tend principalement à s'intégrer dans l'eau. La mer en est donc le premier réceptacle (99 % environ du tritium produit sur la planète), ce qui tend à protéger les nappes. Sa dilution se fait moins dans les « gyres » ou les zones de moindre courant. Près de l'usine de retraitement de La Hague, la mer contient de 3 à 30 Bq/l de tritium malgré la forte capacité de dilution du tritium, soit 15 à 150 fois plus que la moyenne. En France, les teneurs des eaux de surface et de nappe dépassent rarement 10 Bq/l, bien qu'elles puissent localement et ponctuellement atteindre 20 Bq/l, voire plus (ie. près du site de Valduc, l’eau d’alimentation du site était en 1996 marquée à des taux atteignant plusieurs dizaines de Bq/l, voire près de 100 Bq/l, soit 1 % du seuil actuel de non-potabilité).
Selon la CRIIRAD (1995), l'eau de pluie marquée en tritium par les tests nucléaires et par le tritium naturel est susceptible de marquer les nappes phréatiques jusqu'à 4 Bq/l. Au-delà, on peut suspecter qu'une autre source de tritium soit en cause, avec certitude au-dessus de 7 Bq/l.
Le niveau de dangerosité du tritium dans l'eau fait l'objet de controverses. En 2007, les normes retenues pour l'eau variaient considérablement selon les pays. De plus, avec les projets de réacteurs à fusion, le tritium pourrait prendre une valeur commerciale et industrielle accrue, voire manquer. Ceci justifie que les rejets en tritium soient autant que possible limités. Ainsi, alors que le Canada, particulièrement concerné en raison de son choix de la filière CANDU (réacteurs qui en produisent le plus) et en tant que producteur de tritium pour systèmes d'éclairage, a entrepris de réévaluer les risques environnementaux liés au tritium, le gouvernement de l'Ontario (Canada) a recommandé que le maximum de tritium toléré dans l'eau potable passe de 7 000 Bq/l à 20 Bq/l en cinq ans et que l'on vise une réduction plus importante. Ces demandes de réductions n'étaient pas fondées sur les recommandations de l'OMS et des experts en radioprotection cités par l'OMS qui estimaient le risque négligeable aux doses rapportées dans l'eau potable (traces de tritium environ 100 fois sous la limite OMS de 10 000 Bq/l pour l'eau potable) ; sur cette base, avec un facteur de dose pour l'eau tritiée de 1,8 × 10−11 Sv/Bq, il faudrait boire 100 m3 (ce qui prendrait trente ans à raison de dix litres par jour) d'une eau marquée à 10 000 Bq/l pour subir une exposition de 18 millisieverts, dont l'effet biologique est en pratique indétectable. Elles étaient fondées sur le principe ALARA et de précaution, sachant que le tritium absorbé avec l'eau potable peut pour une très petite partie se retrouver dans l'ADN même ou dans les histones.

#### Le traitement de l'eau tritiée
C'est un enjeu scientifique et technique, car il est aussi nécessaire à certaines installations nucléaires. C'est aussi un enjeu médiatique et politique important, car le tritium se dilue facilement dans l'environnement, et sa radioactivité est assez facilement décelée.

### Tritium dans le sol

#### Sources naturelles
Une part extrêmement faible du tritium naturel est produite dans le sol, a priori sans impact environnemental décelable.
Le tritium aujourd’hui naturellement présent dans le sol provient essentiellement des pluies et du ruissellement ou des nappes et moindrement de l'air qui percole dans le sol.

#### Sources artificielles
Le tritium libéré par les essais nucléaire a en grande partie été lessivé vers les océans et a perdu de sa radioactivité, mais du tritium anthropique peut significativement polluer le sol autour de certaines installations nucléaires, dont décharges de déchets radioactifs, centre de retraitement de combustible nucléaire usagé et on en trouve même (bien moindrement) dans les décharges d'ordure ménagère ou dans leurs lixiviats.
Le tritium peut a priori traverser tous les types de géomembranes et géotextile classiquement utilisés pour étancher les décharges, y compris à base de bentonite.

#### Cycle du tritium dans le sol
Il semble encore assez mal connu, notamment en matière de bioturbation et une controverse pote sur l'interprétation du tritium apparemment bioaccumulé. Les uns estimant qu'il montre, au moins pour partie et sous forme OBT qu'il y a une certaine bioconcentration ; les autres estiment qu'on observe une rémanence de tritium antérieurement intégré par l'organisme (par exemple à une époque où la charge de la biosphère en tritium a été augmentée par les essais nucléaires).
On sait qu'une partie du tritium du sol y est fixé plus durablement que dans l'eau libre, via la matière organique (nécromasse, biomasse, excrétats, etc.). Une autre partie, à partir de l'eau de nappe peut être prélevée par les racines des plantes et évapotranspirée.
Un modèle de simulation stochastique de transport de soluté radioactifs issus de déchets nucléaires dans des sols hétérogènes a été conçu. Il a été calibré pour et avec des solutés issus des déchets de l'usine de Sellafield, dont le tritium). Il est considéré (en 2005) par ses auteurs comme relativement fiable (quand le modèle est convenablement renseigné) concernant la prédiction du moment des arrivées précoces de particules radioactives en un point. Mais il sous-estime fortement les dates d'arrivées tardives de particules radioactives à l'emplacement de contrôle.
L'activité microbienne joue un rôle certain, mais encore mal compris à court moyen ou long terme, notamment dans les lieux de stockage même.

#### Cinétique du tritium dans le sol
Le sol n'est pas une barrière naturelle pour le tritium. Des expériences ont montré que le tritium tait capable de sorption/migration dans différents matériaux (dont la plupart des aciers) et qu'il diffusait surtout avec l'eau, et même dans des matériaux réputés très étanches par rapport à l'eau (ex Bentonite, même compactée et homogénéisée), probablement en partie grâce à sa très petite taille qui lui permet de percoler dans les bentonites quelles que soient leurs tailles de grains (à la différence du Cs+. Des phénomènes de « porosité accessible » et de « dynamique moléculaire » induite par sa radioactivité sont peut-être aussi en jeu aux échelles nanométriques et moléculaires et notamment là où la bentonite se présente en phase "gel" (la phase gel semble faciliter la circulation de tous les cations).
On a montré en 1974 que le tritium pouvait avoir un comportement inattendu dans la craie (où il disparait plus vite que prévu de la zone interstitielle de la zone insaturée ; on ne le trouve pas aux quantités attendues en surface, ce qui selon l'hydrogéologue S.S.D. Foster complique le suivi d'éventuelles pollutions), ce qui a donné lieu en 1979 à un nouveau modèle de comportement dans les sols et sous-sol crayeux.

### Dans la chaine alimentaire et les écosystèmes
Avant 2015 peu de données étaient disponibles mais les progrès de la métrologie du tritium de nouvelles données apparaissent :
Ainsi en France, pays très concerné en raison du nombre d'installations nucléaires, le nombre d’analyses de TOL d’algues, de végétaux aquatiques et terrestres, d’animaux d’élevage ou le gibier, de céréales, lait, autres produits alimentaires a presque triplé de 2010 à 2016. Ceci a permis selon l'IRSN d’avoir en 2016 une meilleure idée du « bruit de fond » et des teneurs moyennes en tritium des compartiments eau/air/sol et la chaine alimentaire.
Dans le cas du TOL, les teneurs observées reflètent souvent les teneurs en HTO du milieu ambiant, mais pour les compartiments dits de « stockage » de la matière organique (sols, sédiments et plantes terrestres ou aquatiques pérennes ou à métabolisme lent) les niveaux sont parfois « sensiblement supérieurs aux niveaux environnants en HTO ». L'IRSN attribue ces différences à des séquelles de retombées atmosphériques des tirs anciens ou par des rejets industriels antérieurs (rémanence, voir paragraphe ci-dessous).
Des analyses récentes ont montré la présence de particules tritiées dans tout le linéaire du Rhône et dans le compartiment atmosphérique (dont sous forme d'aérosols dont la nature et l'origine restent en 2017 à préciser).

## Rémanence du tritium dans les milieux et organismes
Elle est de quelques semaines à quelques mois chez les végétaux non ligneux.
Mais elle atteint plusieurs décennies chez les ligneux (arbres, buissons), et dans certains sédiments.
La décroissance radioactive du tritium implique une activité résiduelle de moins de 1 % de l’activité introduite au bout de 85 ans, éventuellement "compensée" par de nouveaux apports.
Quand la matière organique contenant du tritium se dégrade (plus ou moins vite selon le type de molécule et le contexte), le temps de résidence du TOL varie dans l'organisme ou dans le compartiment contenant cette matière organique (sols et sédiments) Voir p. 6/76 chap "Rémanence du tritium dans l’environnement et transfert aux organismes vivants".
Selon l'IRSN (2017) les cas évoquant des phénomènes de bioconcentration peuvent être expliqués par la rémanence des certaines formes physico-chimiques de molécules tritiées et par l’origine et la nature des particules ou des molécules ingérées.
Reste à comprendre pourquoi les espèces marines inféodées aux zones de sédimentation « semblent présenter des teneurs en TOL plus importantes que les autres » alors qu'en 2017 aucun lien de cause à effet n'a pu être démontré avec le compartiment sédimentaire, ni en milieu marin ni en eau douce.
De même le rôle des molécules organiques et colloïdales (naturelles ou synthétiques) et celui des nanoparticules tritiées, sont encore à éclaircir en matière de transfert du tritium le long de la chaîne alimentaire et en particulier dans les milieux aquatiques continentaux et marins côtiers.

## Saisonnalité
Dans certains des compartiments environnementaux et pour son passage d'un compartiment à l'autre, le tritium présente une nette saisonnalité. Elle doit être prise en compte pour évaluer des risques et ses interactions éventuelles avec certains processus écosystémiques
Elle semble refléter pour partie :
- la saisonnalité pluviométrique (alternances de saisons pluvieuses/neigeuses et sèches) ; Les pluies contribuent à lessiver le tritium de l'air et à le conduire vers les nappes et plus encore vers la mer;
- la saisonnalité des températures (fonte des neiges, évaporation...) ; Les installations nucléaires fonctionnent toute l'année et surtout en hiver pour les centrales nucléaires. Des mesures ont montré qu'en zone fraiche à tempérée, la libération d'eau tritiée (HTO) dans l'atmosphère en l'hiver contribue significativement à contaminer la neige et la glace en tritium[89],[90]. Puis au moment du dégel, ces neiges et glaces contaminent à leur tour les eaux superficielles, le sol en pouvant concerner les plantes (blé d'hiver, cultures de printemps...)[89].

Des études ont porté sur la diffusion de l'eau tritiée (HTO) dans la neige et sur les taux de ré-émission de tritium dans l'air à partir du manteau neigeux. Elles ont montré que par temps froid, le coefficient de diffusion dans la neige (1–2 × 10−10 m2 s−1) est d'un ordre de grandeur plus faible que dans l'eau liquide, mais d'un ordre de grandeur supérieur à celui de l'auto-diffusion dans la glace, conformément aux modèles et à leurs prédictions théoriques (Bales, 1991). Ceci explique pourquoi des taux de césium jusqu'à six fois plus élevés sont trouvés dans l'eau juste avant la fonte printanière et au moment du dégel ;
- la saisonnalité écologique (évapotranspiration maximale au printemps été et minimale en hiver, d'autant plus qu'on se rapproche des pôles) ; l'évapotranspiration est maximale au printemps et en été en zone tempérée, et élevée toute l'année en zone tropico-équatoriale humide. Au sud du Japon, à Fukuoka, une mesure hebdomadaire des taux de tritium a été faite de 1984 à 1990 dans la vapeur d'eau atmosphérique (l'eau tritiée (HTO) et d'hydrogène tritié (HT) ainsi qu'un hydrocarbure tritié (méthane tritié : CH3T) ont été séparément évalués, pour la mesure du niveau de fond de tritium (naturel et artificiel) de l'air de la région. Résultats : seul le taux de HTO dans l'air variait beaucoup (de 5,6 à 61 mBq/m3-air, soit 0,8 à 3,2 Bq/L H2O), avec des taux nettement plus élevés en été qu'en hiver, alors que HT et les taux de CH3T présentaient des taux presque constants en toute saison ; de 26 à 70 mBq/m3 pour le tritium gazeux et 6,7 à 34 mBq/m3 pour le méthane tritié). Les valeurs annuelles moyennes des activités spécifiques (écrites en unités de tritium ou UT) étaient d'environ 16,9 × 105 UT pour l'eau tritiée de l'air et d'environ 4 × 104 pour HT et CH3T. Les auteurs de cette étude ont conclu que « bien évidemment non seulement la forme HTO mais aussi HT doivent être considérés dans l'estimation des effets du rayonnement du tritium sur l'être humain ».
- en zone polaire, des phénomènes atmosphériques particulier à ces zones[89].

## Écotoxicologie du tritium
Elle est mal connue. Selon le livre blanc de l'ASN, il n’existe « que des données relatives à des animaux (invertébrés ou vertébrés) »
- Chez deux invertébrés testés en laboratoire (un bivalve et un crustacé), le tritium s'est avéré radiotoxique à des niveaux de débit de doses « significativement plus faibles que la valeur de 10 μGy/h habituellement considérée comme critère de protection des écosystèmes », mais - note l'ASN - plus élevés que le niveau de dose induit par les « concentrations de tritium (...) observées dans l’environnement, y compris autour des installations nucléaires ».
- Dans les rejets (volontaires ou accidentels) de l'industrie nucléaire, il peut être associé (à la manière des hydrures) à d'autres métaux, et alors circuler différemment dans l'environnement, avec le hafnium par exemple[91]). S'il est avalé ou inhalé sous cette forme, il peut être fixé plus durablement dans l'organisme que sous forme HTO et délivrer en son point de fixation une dose de radioactivité importante[91].

## Tritium (naturelouanthropique) dans l'environnement et santé publique
|            |                     | Adulte (public) | Enfant < 1 an | Travailleurs |
| Inhalation | Eau tritiée HTO     | 5,5 × 107       | 1,6 × 107     | 109          |
|            | Tritium organique   | 2,4 × 107       | 9,1 × 106     |              |
|            | Tritium gazeux HT   | 5,5 × 1011      | 1,6 × 1011    |              |
|            | Méthane tritié CH3T | 5,5 × 109       | 1,6 × 109     |              |
| Ingestion  | Eau tritiée HTO     | 5,5 × 107       | 1,6 × 107     | 109          |
|            | Tritium organique   | 2,4 × 107       | 8,3 × 106     |              |

À titre indicatif, le Codex Alimentarius (FAO) fixe une limite indicative de 10 000 Bq/kg pour le tritium lié à la matière organique dans les denrées alimentaires, au-delà de laquelle les produits ne devraient pas être acceptés dans le commerce international après un rejet radioactif accidentel.
L'incidence du tritium (naturel ou anthropique) sur la santé publique fait l'objet de questions scientifiques et de controverses.
Les critiques portent sur :
- Le facteur de dose (par l'Agence Health Protection Agency par exemple[71] qui pourrait avoir été sous-estimé et qui pourrait être réévalué ; ainsi que sur le facteur de risque, car le tritium peut être intégré dans l'ADN lui-même au cœur des cellules[4], (voir chapitre efficacité biologique relative de cet article). De plus l'OMS est liée par des accords à l'AIEA.
- Des recommandations ont été faites concernant les taux de radionucléides acceptables dans l’eau potable, retenues par la plupart des pays qui se sont alors fondé sur des méthodologies et des recommandations internationales (déjà anciennes en matière de radioprotection, établies par la Commission internationale de protection radiologique (CIPR) et l’Organisation mondiale de la santé (OMS). Mais l'Union européenne, les États-Unis, l’Australie et la Finlande en 2007 utilisaient « des variantes de la démarche de l’OMS qui mènent à des valeurs de référence différentes »[76].

De plus, si l'expertise de l'OMS en matière de conséquences sanitaires de la radioactivité n'est pas mise en cause, aux yeux d'un certain nombre d'organisations et de personnes, sa crédibilité en matière de communication publique sur les risques sanitaires dus à la radioactivité est entachée par un accord signé en 1959 avec l'AIEA qui interdit à l'OMS de communiquer sans consultation préalable de l'AIEA (En 1995,les actes d'un colloque organisé par l'OMS réunissant plus de 700 médecins étudiant les effets de la catastrophe de Tchernobyl, ont ainsi été censurés. Cet accord veut en effet que tout projet de recherche dont les résultats pourraient limiter la croissance de l'industrie nucléaire soit menés par l'OMS en collaboration avec l'AIEA et l'article 3 de cet accord précise que L'OMS et l'AIEA reconnaissent qu'elles peuvent être appelées à prendre certaines mesures restrictives pour sauvegarder le caractère confidentiel de certains documents. Un collectif nommé Independent WHO demande l'indépendance de l'OMS vis-à-vis de l'AIEA via la révision de cet accord, manifestant sa résolution par des manifestations quotidiennes à Genève depuis le 26 avril 2007 mais à ce jour sans résultat.
- La cinétique environnementale du tritium est encore mal connue, et son Efficacité biologique relative notamment quand il est piégé dans les molécules organiques d'un organisme vivant, et plus encore quand il est intégré dans l'ADN ou dans la cellule à proximité de l'ADN pourrait être réévaluée à la hausse à la suite - notamment - de la publication deux rapports récents qui ont mis en cause les seuils actuels de dangerosité ou de précaution retenus pour le tritium, comme ayant sous-évalué le risque pour la santé publique.

Évaluation de l'exposition humaine :
Elle paraissait infime et anodine avant les années 2000, puis un nouveau modèle a été proposé (2009) pour tenir compte des preuves apportées par le modèle animal au début des années 2000 de l'importance du rôle tritium organiquement lié (OBT) dans la bioconcentration, et pour ne plus ignorer « le fait que le tritium organiquement lié présent dans les denrées alimentaires peut être directement assimilé dans le compartiment des tissus liée sans oxydation préalable ». Ce modèle comprend 4 compartiments (l'un représentant l'eau libre du corps libre, deux autres les compartiments organiques (tissus et fluides), et un petit compartiment représentant la métabolisation rapide du tritium). Ce modèle probablement plus proche de la réalité devait mieux illustrer l'importance potentielle du tritium organiquement lié (OBT) dans l'estimation des doses cumulatives. Car contrairement à ce qu'affirmaient les modèles utilisés de 1960 à 1990, le tritium OBT présent dans l'alimentation s'avère augmenter la dose cumulée totale du corps d'un facteur de 1.7 à 4.5 (par rapport à la dose qui serait reçue en cas d'exposition au tritium HTO de l'eau libre seule).
Mais peu de données ont été publiées sur la radiotoxicité interne du tritium, OBT notamment pour l'homme.
L'exposition au 3H est réputée se faire par 4 voies principales : 1) ingestion d'eau contenant de l'eau tritiée (HTO), 2) ingestion d'aliments contenant du tritium organiquement lié ou de l'HTO, 3) par inhalation de HTO, d'OBT ou (exceptionnellement) de tritium fixé sur des particules métalliques ou enfin 4) en passage percutané.
Seule la première voie est bien comprise. Des études complémentaires sont nécessaires pour mieux comprendre les problèmes posés par l'exposition et le métabolisme des autres formes que HTO, en particulier concernant le métabolisme de tritium organiquement lié et les changements du métabolisme lié à l'âge
Inhalation : Une personne inhalant de la vapeur d'eau tritiée absorbera 98 à 99 % de l'activité radioactive de ce tritium. Ce tritium sera ensuite diffusé (en 90 minutes environ) dans tout l'organisme via les fluides corporels (lymphe, sang) avec une hétérogénéité correspondant aux différentes teneurs en eau des tissus. Il sera ensuite peu à peu évacué par l'urine, les excréments, la transpiration et l'expiration.
Exposée à une même vapeur d'eau tritiée, la peau en absorbera une dose totale globalement égale à celle entrant dans le poumon.